# Meijin
Meijin (名人) est un titre exceptionnel, aboutissement de toute une existence dédiée et sacrifiée à l'art, associant parfois la notion d'être divin, image symbolique pour mieux faire comprendre la valeur et la richesse de celui qui détient ce titre honorable. Le terme meijin signifie « grand maître », « grand homme accompli », « être d'exception ».

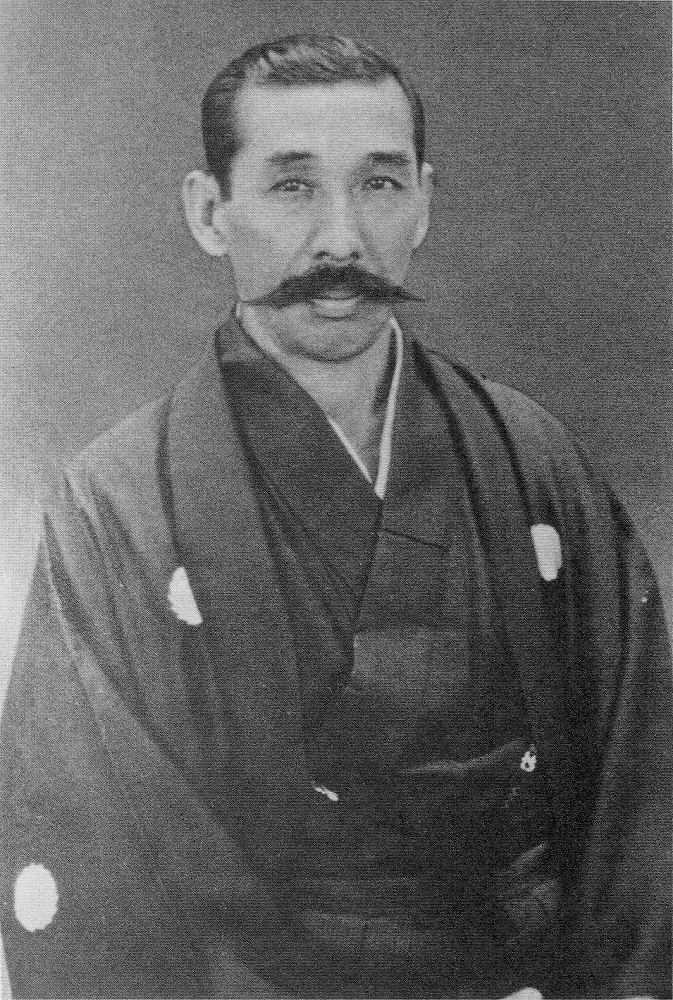
Hakudo Nakayama, hanshi, meijin, 10e dan, membre fondateur de l'IMAF

C'était un titre souvent décerné à titre posthume dans les koryū du Japon ancien.

## Les récipiendaires du titre demeijin(grand maître)10edan
- Kyuzo Mifune (1883-1965), hanshi, meijin 10e dan judo
- Hakudo Nakayama (1873-1959), hanshi, meijin 10e dan kendo
- Takasue Ito (1898-1974), meijin 10e dan judo
- Hiromasa Takano (1900-1987), meijin 10e dan kendo
- Hironori Ōtsuka (1892-1982), meijin 10e dan karatedo
- Kazuo Ito (1898-1974), meijin 10e dan judo
- Tsugiyoshi Ota (1892-1984), meijin 10e dan iaido
- Gozo Shioda (1915-1994), meijin 10e dan aïkido
- Katsuo Yamaguchi (1917-2006), meijin 10e dan iaido
- Tose Kenji (1924-2010), meijin 10e dan iaido
- Shizuya Sato (1929-2011), meijin 10e dan nihon jujutsu
- Hirokazu Kanazawa (1931-2019), hanshi, meijin 10e dan karatedo
- Mochizuki Hiroo, hanshi, meijin 10e dan Yoseikan Budo